# Теоктист Смељницки
Теоктист Јелисејевич Смељницки (5 (17. јануар) 1874, село Тарасовичи, Остерски округ, Черниговска губернија – 3. октобар 1937, Казахстанска ССР) – свештеник и светитељ Руске православне цркве.
Канонизовала га је Руска православна црква 2000. године.

## Биографија
Теоктист је рођен 17. јануара 1874. године у селу Тарасовичи, Остерски округ, Черниговска губернија.
После школовања у Черниговској богословији, рукоположен је у свештеника од епископа черниговско-нежинског Антонија (Соколова), служио је у парохијама Черниговске епархије, био старешина и законоучитељ у земским школама и писменим школама, предавао у Черниговској богословији.
Последња парохија оца Теоктиста била је црква Свете Тројице у селу Лосиновка, где је служио до њеног затварања 1936. године. Исте године свештеник је ухапшен и послат у Карлаг у Казахстан, а следеће године свештеник је осуђен на смрт. Пресуда је извршена 3. октобра 1937. године. Место сахране је остало непознато.

## Канонизација
Одлуком Архијерејског Сабора Руске Православне Цркве од 20. августа 2000. године, протојереј Теоктист Смељницки је канонизован међу новомученике и исповеднике Русије.
Дан сећања на светог мученика Теоктиста је 3. октобар, дан његовог мученичког страдања.